# ساربینووو (شهرستان کوشالین)
ساربینووو (به لهستانی:  Sarbinowo) یک روستا در لهستان است که در گمینا میلنو واقع شده‌است. ساربینووو ۵۰۰ نفر جمعیت دارد.